# 核盐水火箭
核盐水火箭是一种由罗伯特·祖布林提出的核热力火箭。核盐水火箭由溶解了含有钚或铀235的盐水提供燃料。这些含核燃料的盐水存储在特殊设计的容器内，通过几何构造或中子吸收的方法来保证其不达到核反应所需的臨界質量。推力通过加热这些放射性盐水来产生核裂变，并通过喷嘴排出产生推力。水在这里被被当作中子减速剂也被当作推进剂。

## 参阅
- 航天器推进